# Ljoedmila Pachomova
Ljoedmila (Mila) Aleksejevna Pachomova (Russisch: Людмила Алексеевна Пахомова) (Moskou, 31 december 1946 – aldaar, 17 mei 1986) was een Russisch kunstschaatsster. Ze werd, met haar schaatspartner en echtgenoot Aleksandr Gorsjkov (1966-76), bij de Olympische Winterspelen van Innsbruck 1976 de eerste olympisch kampioen bij het ijsdansen. Tijdens de Spelen van Grenoble 1968 was ijsdansen nog een demonstratiesport. Pachomova en Gorsjkov waren ook zesvoudig Europees en wereldkampioen.

## Biografie

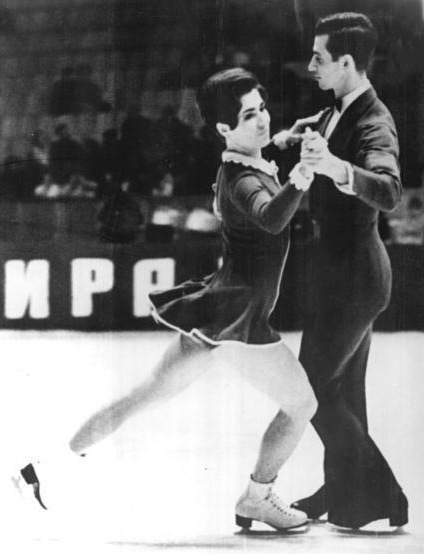
Pachomova en schaatspartner Aleksandr Gorsjkov (1969)

Pachomova begon op zevenjarige leeftijd met kunstschaatsen. Haar eerste ijsdanspartner was haar voormalige coach Viktor Ryzjkin. Ze wonnen van 1964 tot en met 1966 de nationale kunstschaatskampioenschappen in de Sovjet-Unie. In 1966 werden Pachomova en Ryzjkin zevende op de EK en tiende op de WK. Hoewel de discipline al sinds 1952 op de WK beoefend werd, waren ze dat jaar de eerste Sovjet kunstschaatsers die eraan deelnamen.
Ondanks de goede start koos Pachomova voor een andere schaatspartner: de relatief onervaren Aleksandr Gorsjkov. Experts gaven het duo weinig kans van slagen, maar ze kregen geen gelijk. In 1969 won het paar de bronzen medaille bij de EK en de zilveren medaille bij de WK. Een jaar eerder namen ze deel aan de Winterspelen van Grenoble, waar het ijsdansen nog een demonstratiesport was. In 1970 veroverden ze hun eerste gouden medailles op zowel de EK als de WK. Pachomova en Gorsjkov sloten in 1976 bij de Winterspelen in Innsbruck hun succesvolle carrière af met het eerste olympisch goud.
Pachomova huwde in 1970 met Gorsjkov. In 1977 kregen ze een dochter. Pachomova, inmiddels kunstschaatscoach, kwakkelde sinds eind 1979 met haar gezondheid. Ze bleek de ziekte van Hodgkin te hebben en overleed in 1986 op 39-jarige leeftijd.

## Belangrijke resultaten
1963-1966 met Viktor Ryzjkin, 1966-1976 met Aleksandr Gorsjkov (voor de Sovjet-Unie uitkomend)
| Kampioenschap           | 63/64 | 64/65 | 65/66 |        | 66/67  | 67/68  | 68/69 | 69/70 | 70/71  | 71/72 | 72/73 | 73/74 | 74/75 | 75/76 |
| ----------------------- | ----- | ----- | ----- | ------ | ------ | ------ | ----- | ----- | ------ | ----- | ----- | ----- | ----- | ----- |
| Olympische Spelen       |       |       |       |        |        |        |       |       |        |       |       |       | Goud  |       |
| Wereldkampioenschap     |       |       | 10e   | 13e    | 6e     | Zilver | Goud  | Goud  | Goud   | Goud  | Goud  |       | Goud  |       |
| Europees kampioenschap  |       |       | 7e    | 10e    | 5e     | Brons  | Goud  | Goud  | Zilver | Goud  | Goud  | Goud  | Goud  |       |
| Nationaal kampioenschap | Goud  | Goud  | Goud  | Zilver | Zilver | Goud   | Goud  | Goud  |        | Goud  | Goud  | Goud  |       |       |

1976: Ljoedmila Pachomova / Aleksandr Gorsjkov ·
1980: Natalja Linitsjoek / Gennadi Karponossov ·
1984: Jayne Torvill / Christopher Dean ·
1988: Natalja Bestemjanova / Andrej Boekin ·
1992: Marina Klimova / Sergej Ponomarenko ·
1994: Oksana Grisjtsjoek / Jevgeni Platov ·
1998: Oksana Grisjtsjoek / Jevgeni Platov ·
2002: Marina Anissina / Gwendal Peizerat ·
2006: Tatjana Navka / Roman Kostomarov ·
2010: Tessa Virtue / Scott Moir ·
2014: Meryl Davis / Charlie White ·
2018: Tessa Virtue / Scott Moir ·
2022: Gabriella Papadakis / Guillaume Cizeron
- Virtual International Authority File: 113144648545123778466